# Condado de Burke (Georgia)
El condado de Burke (en inglés: Burke County) es un condado en el estado estadounidense de Georgia. En el censo de 2000 el condado tenía una población de 22 243 habitantes. La sede de condado es Waynesboro. El condado es parte del área metropolitana de Augusta – Richmond. Fue uno de los ocho condados originales de Georgia, siendo fundado el 5 de febrero de 1777.

## Geografía
Según la Oficina del Censo, el condado tiene un área total de 2163 km² (835 sq mi), de la cual 2151 km² (830 sq mi) es tierra y 12 km² (5 sq mi) (0,54%) es agua.

### Condados adyacentes
- Condado de Richmond (norte)
- Condado de Aiken, Carolina del Sur (noreste)
- Condado de Barnwell, Carolina del Sur (este)
- Condado de Allendale, Carolina del Sur (este)
- Condado de Screven (sureste)
- Condado de Jenkins (sur)
- Condado de Emanuel (suroeste)
- Condado de Jefferson (oeste)

## Autopistas importantes
- U.S. Route 25
- Ruta Estatal de Georgia 23
- Ruta Estatal de Georgia 24
- Ruta Estatal de Georgia 56
- Ruta Estatal de Georgia 80

## Demografía
En el  censo de 2000, hubo 22 243 personas, 7934 hogares y 5799 familias residiendo en el condado. La densidad poblacional era de 27 personas por milla cuadrada (10/km²). En el 2000 había 8842 unidades unifamiliares en una densidad de 11 por milla cuadrada (4/km²). La demografía del condado era de 46,90% blancos, 51,00% afroamericanos, 0,23% amerindios, 0,26% asiáticos, 0,01% isleños del Pacífico, 0,63% de otras razas y 0,97% de dos o más razas. 1,42% de la población era de origen hispano o latino de cualquier raza. 
La renta promedio para un hogar del condado era de $27 877 y el ingreso promedio para una familia era de $31 660. En 2000 los hombres tenían un ingreso per cápita de $29 992 versus $19 008 para las mujeres. La renta per cápita para el condado era de $13 136 y el 28,70% de la población estaba bajo el umbral de pobreza nacional.

## Ciudades y pueblos
- Blythe
- Girard
- Keysville
- Midville
- Sardis
- Vidette
- Waynesboro